# Neodioctria australis
Neodioctria australis är en tvåvingeart som beskrevs av Ricardo 1918. Neodioctria australis ingår i släktet Neodioctria och familjen rovflugor. Inga underarter finns listade i Catalogue of Life.